# Heniochus intermedius
Heniochus intermedius là một loài cá biển thuộc chi Heniochus trong họ Cá bướm. Loài này được mô tả lần đầu tiên vào năm 1893.

## Từ nguyên
Tính từ định danh intermedius trong tiếng Latinh có nghĩa là "trung gian", hàm ý đề cập đến kiểu hình được xem là trung gian giữa hai loài Heniochus acuminatus và Heniochus chrysostomus ở loài cá này.

## Phạm vi phân bố và môi trường sống
H. intermedius được phân bố ở Biển Đỏ (phổ biến nhất ở vịnh Aqaba) và phía tây vịnh Aden. Loài này sống gần các rạn san hô ở độ sâu đến ít nhất là 50 m.
Một cá thể H. intermedius đã được bắt gặp ngoài khơi bờ biển West Palm Beach, Florida (Hoa Kỳ), có thể là cá cảnh được thả ra biển như H. acuminatus. Ngoài ra, thông qua kênh đào Suez, nhiều cá thể H. intermedius đã đến được Địa Trung Hải, và đã được biết đến tại vùng biển của Thổ Nhĩ Kỳ và Liban.

## Mô tả

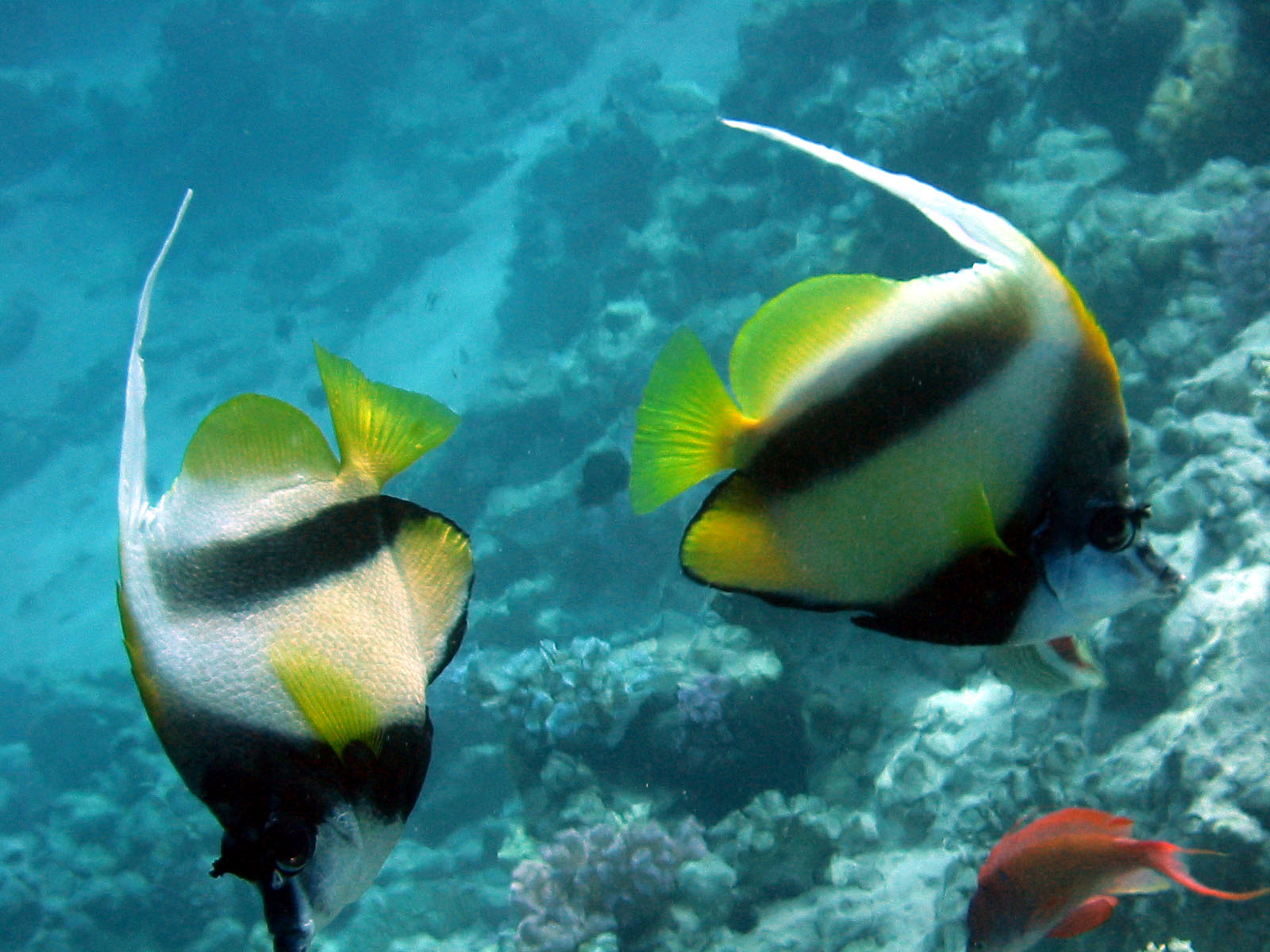
Một cặp H. intermedius

H. intermedius có chiều dài cơ thể lớn nhất được ghi nhận là 18 cm. Gai vây lưng trước vươn dài (có thể dài hơn chiều dài cơ thể) và có màu trắng, một đặc điểm của các loài Heniochus.
H. intermedius có kiểu hình gần giống với Heniochus diphreutes, một loài cũng được tìm thấy ở Biển Đỏ, nhưng H. intermedius có thân màu vàng và trắng hơn ở lưng. Hai dải đen cũng xuất hiện ở H. intermedius: dải thứ nhất nằm sát đầu hơn H. diphreutes, từ gốc vây lưng kéo xuống toàn bộ vây bụng (có thể băng qua mắt), còn dải thứ hai từ phần gai vây lưng băng chéo xuống gần cuối vây hậu môn. Vây lưng mềm, vây đuôi, vây hậu môn và vây ngực có màu vàng.

## Sinh thái học
Thức ăn của H. intermedius bao gồm động vật phù du và một số loài thủy sinh không xương sống ở đáy biển. Cá con sống thành một đàn lớn và tập trung gần các cụm san hô, có khi lẫn vào đàn của H. diphreutes; cá trưởng thành thường sống đơn độc hoặc bơi theo cặp (đặc biệt là vào thời điểm sinh sản), nhưng đôi khi cũng hợp thành nhóm.

## Thương mại
H. intermedius được đánh bắt trong hoạt động thương mại cá cảnh nhưng không thường xuyên.